# Daniła Miedwiediew
Daniła Andriejewicz Miedwiediew, ros. Данила Медведев (ur. 21 marca 1980 w Leningradzie (obecnie Petersburg)) – rosyjski futurolog (specjalizujący się w nauce i przyszłości Rosji), polityk i członek rady koordynacji Rosyjskiego Ruchu Transhumanistycznego.
Jest też jednym z założycieli i dyrektorem generalnym KrioRus (od maja 2005), pierwszej firmy krionicznej poza Stanami Zjednoczonymi. Od sierpnia 2008 pracuje jako Chief Planning Officer i wiceprezes fundacji „Science for Life Extension” w Moskwie.

## Życiorys
Daniła Miedwiediew skończył International Management Institute of St. Petersburg (IMISP) w 2000. Tytuł jego pracy magisterskiej to „Methods of the account of conditions of financing at an estimation of investment projects”.
Był jednym z przedstawicieli transhumanizmu, który wygłosił prezentację „Influence of science on political situation in Russia. A view into the future” (Wpływ nauki na sytuację polityczną Rosji. Wgląd w przyszłość) zorganizowaną przez Liberalno-Demokratyczną Partię Rosji w rosyjskim parlamencie (Duma) 21 marca 2007.

## Prace
- Are We Living In Nick Bostrom’s Speculation? (2003). danila.spb.ru. [zarchiwizowane z tego adresu (2007-05-18)].
- The decisive role of science in the development of philosophical ideas in 21st century (2003). danila.spb.ru. [zarchiwizowane z tego adresu (2007-05-17)].
- Pierwsze rosyjskie tłumaczenie[1] książki Roberta Ettingera The Prospect of Immortality (Роберт Эттингер. Перспективы бессмертия. Москва, Изд. «Научный мир», 2003)